# NGC 2368
NGC 2368 is een open sterrenhoop in het sterrenbeeld Eenhoorn. Het hemelobject werd op 9 maart 1828 ontdekt door de Britse astronoom John Herschel.

## Synoniemen
- OCL 571